# Schradera suaveolens
Schradera suaveolens är en måreväxtart som först beskrevs av Gustav Karl Wilhelm Hermann Karsten, och fick sitt nu gällande namn av Julian Alfred Steyermark. Schradera suaveolens ingår i släktet Schradera och familjen måreväxter. Inga underarter finns listade i Catalogue of Life.